# Captatio Benevolentiae
Der Ausdruck Captatio Benevolentiae (lateinisch „Haschen nach Wohlwollen“) bezeichnet eine seit der Antike gebräuchliche rhetorische Figur.
Der Autor eines Textes wendet sich hierbei zu Anfang mit schmeichelhaften Worten direkt an seinen Leser und bittet diesen darum, das Folgende freundlich anzunehmen. In der antiken Praxis trat eine captatio benevolentiae besonders häufig im Zusammenhang mit dem gesprochenen Wort auf, etwa zu Beginn einer Rede oder eines Theaterstücks. Sie kann daher auch als eine elaborierte Form des „Um-Ruhe-Bittens“ gegenüber dem zuhörenden Publikum aufgefasst werden.
In weniger ausgefeilter Form gehören captatio-benevolentiae-artige Floskeln bis heute zum Standardrepertoire jeder Rede. Im Theater hielt sich noch lange die Tradition, der eigentlichen Bühnenhandlung einen Prolog voranzustellen, in ähnlicher Weise wendet sich der Autor von längeren Prosatexten gelegentlich zunächst an den „geneigten Leser“.
Im weiteren Sinne wird unter der Captatio Benevolentiae jegliche Form des Werbens um die Gunst des Publikums verstanden, insbesondere Anbiederung und Schmeichelei, weswegen der Schriftsteller Harry Rowohlt die vorzugsweise diesem Zweck dienenden eröffnenden Minuten seiner Autorenlesungen als „Anschleimphase“ apostrophierte.

## Beispiele
„Den Staat, Quiriten, und euer aller Leben, Vermögen, Wohlstand, eure Gattinnen und Kinder, und diesen Sitz des ruhmvollsten Reiches, diese hochbeglückte und herrliche Stadt seht ihr am heutigen Tag, durch die hohe Liebe der unsterblichen Götter für euch, durch meine Anstrengungen, Ratschläge und die von mir bestandenen Gefahren aus Mord und Brand, beinahe aus dem Rachen des Schicksals gerissen, gerettet und euch wieder geschenkt.“

„Der Hergang ihrer todgeweihten Lieb

Und der Verlauf der elterlichen Wut,

Die nur der Kinder Tod von dannen trieb,

Ist nun zwei Stunden lang der Bühne Gut;

Was dran noch fehlt, hört mit geduldgem Ohr,

Bringt hoffentlich nun unsre Müh hervor.“

„Im Vertrauen auf die gute Aufnahme und Achtung, die Ew. Exzellenz allen Produkten der Literatur erweist, als ein Fürst, der geneigt ist, die schönen Künste zu begünstigen, vorzüglich diejenigen, die durch ihren Adel sich nicht zum Dienste und zur Gewinnsucht des Pöbels herablassen, bin ich entschlossen, den sinnreichen Edlen Don Quixote von la Mancha an das Licht treten zu lassen, unter dem Schirme von Ew. Exzellenz ruhmvollen Namen, der ich mit der Ehrfurcht, die ich Ihrer Größe schuldig bin, bitte, ihn wohlwollend in Ihren Schutz aufzunehmen, damit er unter dieser Bedeckung, wenn ihm gleich die schöne Zier der Eleganz und Gelehrsamkeit mangelt, die gewöhnlich die Werke zu bekleiden pflegt, die in den Häusern gelehrter Männer geschrieben werden, dennoch dreist vor den Richtstuhl einiger zu erscheinen wage, die, nicht in den Schranken ihrer Unwissenheit zurückgehalten, mit vieler Strenge und weniger Gerechtigkeit fremde Arbeiten zu verdammen pflegen; denn wenn Ew. Exzellenz Ihre helle Einsicht auf meine gute Absicht richten, so werden Sie, wie ich hoffe, die Geringfügigkeit eines so unbedeutenden Dienstes nicht verschmähen.“

„Dies ist eine Komödie, um die man viel Lärm gemacht hat, die lange verfolgt worden ist, und die Menschen, die sie aufs Korn nimmt, haben wohl zu verstehen gegeben, dass sie über mehr Macht in Frankreich verfügen als alle, die ich bisher aufs Korn genommen habe. Marquis, preziöse Frauen, Hahnreie und Ärzte haben sich ohne Aufsehen zu erregen darstellen lassen und haben vorgegeben, sich dabei mit allen anderen zu unterhalten; aber die Heuchler haben keinen Spaß verstanden; sie waren von Anfang an schockiert und fanden es merkwürdig, dass ich die Kühnheit hatte, ihre Grimassen darzustellen und ein Handwerk verunglimpfen zu wollen, mit dem sich so viele anständige Leute abgeben.“

„An Euer Hochwohlgeboren Herrn N.N., den wirklichen Leser dieses Buches.

Kopenhagen, im August 1843

Mein lieber Leser! Verzeih, dass ich so vertraulich zu Dir spreche, aber wir sind ja unter uns. Obgleich Du nämlich eine poetische Person bist, bist Du für mich jedoch keineswegs eine Mehrzahl, sondern nur einer, so sind wir doch bloß Du und ich.

Wenn man annehmen wollte, jeder, der ein Buch aus dem einen oder anderen zufälligen, das Buch selbst nicht betreffenden Grund liest, sei nur ein uneigentlicher Leser, so bleiben selbst für diejenigen Autoren vielleicht nicht viele eigentliche Leser übrig, deren Leserwelt sehr zahlreich ist; denn wem fällt es in unserer Zeit ein, einen Augenblick an den schnurrigen Gedanken zu vergeuden, es sei eine Kunst, ein guter Leser zu sein, geschweige denn, Zeit darauf zu verwenden, es zu werden? (…)“

„Zunächst danke ich meinem Gott durch Jesus Christus für euch alle, weil euer Glaube in der ganzen Welt verkündet wird.“